# ووچویتسا (صربستان)
ووچویتسا (به صربی: Vučevica) یک منطقهٔ مسکونی در صربستان است که در ولادیمیرتسی واقع شده‌است. ووچویتسا ۱۰۸ نفر جمعیت دارد.